# Богородское городское поселение (Кировская область)
Богоро́дское городское поселение — муниципальное образование в составе Богородского района Кировской области России.
Центр — посёлок Богородское.

## История
Богородское городское поселение образовано 1 января 2006 года согласно Закону Кировской области от 07.12.2004 № 284-ЗО.

## Население
| 2009  | 2010  | 2011  | 2012  | 2013  | 2014  | 2015  |
| ----- | ----- | ----- | ----- | ----- | ----- | ----- |
| 2933  | ↘2909 | ↘2879 | ↘2803 | ↘2755 | ↘2690 | ↘2659 |
| 2016  | 2017  | 2018  | 2019  |       |       |       |
| ↘2622 | ↘2590 | ↘2536 | ↘2464 |       |       |       |

## Состав
В состав поселения входят 6 населённых пунктов (население, 2010):
- посёлок Богородское — 2875 чел.;
- деревня Мухачи — 29 чел.;
- хутор Привольный — 3 чел.;
- деревня Рябины — 0 чел.;
- деревня Сарапулы — 0 чел.;
- деревня Ходыри — 2 чел.